# Poa ensiformis
Poa ensiformis är en gräsart som beskrevs av Joyce Winifred Vickery. Poa ensiformis ingår i släktet gröen, och familjen gräs. Inga underarter finns listade i Catalogue of Life.